# 陳余
陳 余（旧字：陳餘、ちん よ、拼音：Chén Yú、? - 紀元前205年）は、秦末から前漢初期にかけての武将及び代王。

## 刎頸の交わり
陳余は父と共に魏に仕え、儒教に通じ、趙に遊学していた。そこで趙の富豪と仲良くなり、その娘と結婚して財を得た。その頃から張耳と深く交流し、かつての藺相如と廉頗を倣って、お互いに首を斬られても良いという刎頸の交わりを結んだ。

## 魏滅亡後
だが、秦王政（始皇帝）即位後の秦によって魏は滅亡させられ、張耳と陳余は魏の名臣ということであったことから、賞金がかけられることになった。そこで、ふたりは偽名を使って陳に向かい、門番の仕事にありついた。あるとき、陳の役人がふたりに罪をなすりつけてむち打った。陳余は役人に反撃しようとしたが、張耳は陳余の足を踏みつけて耐えるように目配せした。役人が去った後、張耳は「ふたりの高い志のために、今役人を殺して騒動を起こすのはやめよう」と陳余に諭した。
やがて始皇帝が死に、陳勝・呉広の乱が起きて陳勝が陳を占拠した。張耳と陳余は陳勝のもとへ赴くと陳勝は大いに喜び、二人は陳勝に仕えることになった。
陳勝は陳の富豪に王になるよう助言を受け、張耳と陳余に相談したが二人はそろって「陳勝単独で王になるのでは、秦に歯向かう諸侯も納得しない」と反対したが、反乱の成功でのぼせ上がっていた陳勝は陳王を勝手に名乗ってしまった。そこで陳余は、秦の支配下になっている趙を攻めたいと陳勝に申し入れ、武臣に3千の兵を与えて趙の地を攻めさせた。趙の地を知り、豪族とも交流のある陳余は趙の豪族を説得して味方に引き入れ、趙の10城以上を占領したが、攻めても落ちない城もあった。
そこで陳余・張耳は北東の范陽へ転戦した。当地の弁士の蒯通が「秦に仕える趙の郡守は報復を恐れて降伏しないので、郡守に侯の印を渡し、報復をさせない形で降伏を促せばよろしいでしょう」と助言し、それに従った結果郡守たちは次々と降伏し、かつての趙の首都であった邯鄲を占領することに成功した。
そのころから、陳勝が疑心暗鬼に陥り、次々と家臣を殺害しているという話が張耳と陳余に聞こえてきた。そこで二人は「武臣が趙王を名乗れば陳勝に殺されることはない」と進言、武臣は趙王に即位し、陳余は上将軍、張耳は丞相、邵騒は左丞相となった。

## 刎頸の友との決別
趙王となった武臣は領土拡大を狙い秦の諸城を攻めていた。その指揮官の一人、李良将軍は援軍を申し入れようと邯鄲に戻っていた。そこで武臣の姉の一行と出会ったので平服したが、武臣の姉は酒宴の帰りで酒に酔っていて礼を欠いた行動を取り、李良は激怒。邯鄲に戻る前に李良は秦から引き抜きを受けており、このことで李良は謀反を決意、武臣の姉の一行を皆殺しにするとその勢いで邯鄲を攻め、武臣と左丞相の邵騒を討ち取った。だが、間一髪のところで張耳と陳余は逃亡した。
張耳と陳余は趙王の子孫である趙歇を探し出して趙王にし、信都を都に定めると、裏切った李良を攻めて打ち破った。李良は秦の章邯のもとへ逃亡、章邯は直ちに部下の王離を信都へ向かわせ、章邯は堅城である邯鄲を打ち壊して籠城できない廃墟にしてしまった。邯鄲籠城をあきらめた張耳と趙歇は鉅鹿に向かい、陳余は援軍を求めて恒山に向かった。
章邯はまず鉅鹿の糧道を絶ち、鉅鹿の兵は飢えはじめた。陳余は援軍を率いてやって来たものの章邯軍の多勢ぶりを恐れてただ見守っているしかなく、張耳は何度も救援要請をしたが、陳余は動かなかった。そこで張耳は家臣の張黶と陳余の親族である陳澤を使者に送り「かつて刎頸の交わりを交わし、また数万の軍を擁しながらなぜ援軍を送らないのか？援軍を送って共に死んでくれないか」という手紙を送った。だが、陳余は「ここで援軍を派遣しても無駄死にするだけだ」と断った。張黶と陳澤は食い下がって5千の兵を陳余から借りて章邯軍を攻めたが、歯が立たずに二人とも戦死し、5千の兵は全滅した。これを見ていた他国の援軍や張耳の子の張敖も章邯の強さを恐れ、見守るしかなくなってしまった。
やがて援軍として楚の項羽の軍勢が到着した。項羽はまず章邯の糧道を絶ったうえで楚軍の船と食料を川に投げ捨て、兵士らに3日分の食料だけを渡し、討ち死に覚悟で章邯軍と戦わせ、これを打ち破って張耳と趙歇を救った。
危機は去ったが、この時すでに張耳と陳余の仲は破綻していた。張耳は張黶と陳澤は陳余が死なせたと思っており、陳余は「そこまで疑うのであれば職を辞す」と言って印綬を放棄して、わずかの近侍を引き連れて黄河付近の南皮で漁師となった。

## 敵対
陳余が漁師となった後、秦は滅亡した。項羽は諸侯を対象に大規模な論功行賞を行い、趙を分割し趙歇を代王にし張耳を恒山王にした。これに対し多くの家臣が「張耳と陳余は刎頸の友であり、公平に恩賞を与えるべきだ」という意見を項羽に寄せ、陳余は王より階級が下である三県を支配する南皮侯に封じられた。張耳より階級が下になった陳余は大いに恨みをもち、腹心の夏説を派遣して同じく項羽の論功行賞に恨みをもっている斉王となった田栄を説かせて、兵を借りて張耳とその一族を襲い、張耳は劉邦のもとへ逃亡した。そして陳余は、代王趙歇を再び趙王に即位させ、自身は趙の宰相及び代王となった。実際には代に赴任せずに腹心の夏説を代の宰相として派遣した。
楚漢戦争が始まり、韓信の手腕によって章邯・司馬欣・董翳の率いる三秦を滅ぼした漢軍は各国と連合して項羽を打ち破るべく、各国へ同盟の使者を送った。趙の実力者となった陳余のもとにも、彭城の戦いに参加するように使者が訪れる。未だ張耳に強い恨みをもっていた陳余は、使者に対し、参加の条件として漢軍に参加している張耳の首を差し出すように要求する。劉邦は張耳によく似た罪人を処刑し、その首を張耳のものと偽って陳余に差し出し、趙軍の参加をうながした。これにより、連合軍は56万もの軍勢になった。
だが、各国が自分勝手に陣を張ったために統率が取れず、項羽の3万の軍勢の前に連合軍は大敗、さらに陳余は敗走の中で張耳が生存していることを知り、漢軍と敵対することになった。

## 背水の陣
その後、韓信と張耳率いる漢の討伐軍が、魏と代を制圧した後に趙へ攻め込んできた。漢軍は細い間道を通って攻めてきたことを知った広武君李左車は背後を攻めるよう進言するが、陳余は趙軍は20万もおり、正攻法で打ち破らなければ他国に笑われると取り合わなかった。
陳余と張耳はついに敵軍同士として対峙することになった（井陘の戦い）。韓信は川を背に砦を組み、20万の趙の軍勢と戦った。劣勢の漢軍は押されて砦に逃げ込んだが、退路がないため死にものぐるいで抵抗し、攻めあぐねた趙軍はいったん城へ戻ることにした。だが、そのときには伏せていた2千の漢軍の別働隊が城を占拠しており、前後に敵を受け拠点も失った趙軍は混乱して四散し、大敗した。陳余は張蒼によって捕らえられて泜水で処刑され、張耳は趙王に即位した。

## 陳余を題材とした作品
- 楚漢名臣列伝（小説、宮城谷昌光、文藝春秋）